# Cadis (cràter marcià)
Cadis és el nom d'un cràter d'impacte al planeta Mart situat amb el sistema de coordenades plaentocèntriques a 23.16 ° latitud N i 310.98 ° longitud E. L'impacte va causar un obertura d'1.38 quilòmetres de diàmetre en la superfície del planeta. El nom va ser aprovat l'any 1979 per la Unió Astronòmica Internacional en honor de la ciutat espanyola de Cadis.